# Smrk J. E. Chadta v Lysické oboře
Smrk J. E. Chadta v Lysické oboře byl památný strom v Lysické oboře, bývalé zámecké dančí oboře u Lysic, nesoucí jméno významného českého lesníka Jana Evangelisty Chadta-Ševětínského. Smrk byl jedním z nejmohutnějších smrků v Česku.[zdroj?]
Více než dvěstěletý smrk ztepilý (Picea abies) rostl ve svahu nad tenisovým hřištěm, v blízkosti školy. Měřený obvod jeho kmene byl 432 cm a rostl do výše 39 m. Objem jeho dřeva byl okolo 18 m³. Ve dvou třetinách se kmen rozděloval na dva vrcholy. Obě špičky byly však na konci jeho života již suché a roli vrcholu přejímala silná větev, které se obloukem z třetiny výšky stáčela vzhůru. Ač byl smrk spolu s dalšími v okolí sázen jako solitérní na louce a byl proto hluboce zavětven, v době svého vyvrácení rostl mezi mladými listnatými stromy, většinou lípami. Smrk byl památným vyhlášen 27. května 2004, tehdy byl však již suchý. Společně s vyhlášením za památný strom byla několik metrů od smrku ve svahu umístěná kamenná informační deska.
V roce 2011 došlo k vyvrácení stromu, ze kterého zůstalo pouze ležící torzo.
V Lysické oboře roste více než desítka dvěstěletých smrků, které mají obvod přes 3 metry.